# Antoinette Deshoulières
Antoinette Deshoulières, geborene du Ligier de la Garde (* 1. Januar 1638 in Paris; † 17. Februar 1694) war eine französische Dichterin und Philosophin.

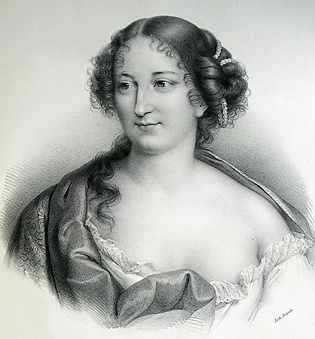
Antoinette Deshoulières

## Leben
Deshoulières wurde 1689 in die Académie d’Arles aufgenommen. Damit war sie die erste Frau, die in Frankreich in einer Akademie aufgenommen wurde. In den Unruhen der Fronde folgte sie ihrem Ehemann, der sich Louis II. de Bourbon-Condé angeschlossen hatte, nach Flandern. Nach ihrer Rückkehr spielte sie unter dem Namen Amaryllis eine große Rolle in der französischen Literatur. Man nannte sie auch „die zehnte Muse“ und „französische Kalliope“.
Ihre Tochter Antoinette-Thérèse Deshoulières (1662–1718) war ebenfalls eine bekannte Dichterin.

## Werke
- Idylles
- Œuvres
- Réflexions diverses